# Алаалатоа, Аллан
Аллан Алаалатоа (англ. Allan Alaalatoa, родился 28 января 1994 года) — австралийский регбист самоанского происхождения, выступающий на позиции пропа за австралийский клуб «Брамбиз» в чемпионате Супер Регби и за сборную Австралии. Сын самоанского регбиста Вили Алаалатоа, получил имя в честь легендарного австралийского крикетиста и капитана Аллана Бордера.

## Биография
Алаалатоа родом из большой регбийной семьи: отец выступал за сборную Самоа на чемпионате мира 1991 года и играл за клубы Нового Южного Уэльса, брат Майкл известен по игре за «Уаратаз» в Супер Регби. Окончил Колледж Ньюингтон, в течение трёх лет играл за основной состав регбийной команды колледжа и в 2011 году впервые попал в молодёжную сборную Австралии. Перед началом Супер Регби 2014 впервые попал в расширенный состав клуба «Брамбиз», дебют его состоялся 19 июля 2014 года в матче против «Чифс» (победа «Брамбиз» 32:30).
Алаалатоа сыграл сразу на трёх подряд молодёжных чемпионатах мира: 2012, 2013 и 2014 годов. В 2016 году он попал в заявку из 39 игроков на участие в серии тест-матчей против Англии. 20 августа 2016 года он дебютировал в сборной, выйдя на замену в матче против Новой Зеландии — розыгрыше Кубка Бледислоу.

## Статистика
Данные по играм Супер Регби представлены на 22 июля 2016 года.
| Сезон | Клуб    | Игры | Стартовый состав | Замена | Минут | Попытки | Реализации | Штрафные | Дроп-голы | Очки | Жёлтые карточки | Красные карточки |
| ----- | ------- | ---- | ---------------- | ------ | ----- | ------- | ---------- | -------- | --------- | ---- | --------------- | ---------------- |
| 2014  | Брамбиз | 2    | 0                | 2      | 6     | 0       | 0          | 0        | 0         | 0    | 0               | 0                |
| 2015  | Брамбиз | 11   | 1                | 10     | 236   | 1       | 0          | 0        | 0         | 5    | 0               | 0                |
| 2016  | Брамбиз | 16   | 2                | 14     | 499   | 0       | 0          | 0        | 0         | 0    | 0               | 0                |
| Итого | Итого   | 29   | 3                | 26     | 741   | 1       | 0          | 0        | 0         | 5    | 0               | 0                |